# Bútor Róbert
Bútor Róbert (Budapest, 1975. március 30. –) magyar raliversenyző, négyszeres magyar F2-es (1999, 2001, 2002, 2003), négyszeres magyar szuper-1600-as (2004, 2006, 2007, 2010), A5-ös (1995) és Rally 2-es abszolút (1994) bajnok.

## Eredményei
- 1993: Lada 2105, meghívásos verseny
- 1994: Suzuki Swift, Rally 2 abszolút bajnok
- 1995: Opel Kadett GSi A7 3.
- 1996: Opel Kadett GSi A7 6.
- 1997: Skoda Favorit, A5-ös bajnok
- 1998: Mazda 323 GT–R, ORB 6.
- 1999: Ford Escort kit car, F2-es és A7-es bajnok
- 2000: Ford Escort kit car
- 2001: Citroën Saxo kit car, F2-es és A6-os bajnok
- 2002: Citroën Saxo kit car, A csoportos, F2-es és A6-os bajnok
- 2003: Citroën Saxo kit car, F2-es és A6-os bajnok
- 2004: Citroën Saxo S1600, Szuper-1600-as és A6-os bajnok
- 2005: Skoda Octavia WRC/Citroën Saxo/C2 S1600, Szuper-1600 3., abszolút 5.
- 2006: Suzuki Ignis S1600, A csoportos és Szuper 1600-as bajnok, ORB 7.
- 2007: Suzuki Swift S1600, Szuper 1600 bajnok
- 2008: Suzuki Swift S1600, IRC
- 2009: Citroën C2 R2 Max/S1600, Subaru Impreza
- 2010: Citroën C2 S1600, A csoportos és Szuper 1600-as bajnok
- 2011: Peugeot 207 S2000, ORB 3.
- 2012: Mitsubishi Lancer Evo IX R4, ORB 4.
- 2013: Peugeot 207 S2000, ORB 4.
- 2014: Lada VFTS (előfutó), Mitsubishi Lancer Evo X R4
- 2015: Mitsubishi Lancer Evo X R4
- 2016: Peugeot 306 Maxi/Mitsubishi Lancer Evo X R4
- 2017: Peugeot 306 Maxi/Skoda Fabia R5, ORB 19.
- 2018: Skoda Fabia R5/Peugeot 208 R2, ORB 11.
- 2019: Skoda Fabia R5/Peugeot 306 Maxi, ORB 9.
- 2020: Skoda Fabia R5
- 2021: Citroën C3 WRC